# Хараламбис, Анастасиос
Анастасиос Хараламбис (греч.  Αναστάσιος Χαραλάμπης  Калаврита, 1862 — Афины, 11 марта 1949) — греческий офицер и политик конца XIX — начала XX веков. В критический для Греции период сентября 1922 года стал премьер-министром Греции на один день.

## Биография
Анастасиос Хараламбис родился в городе Калаврита в 1862 году.
Происходил из знатной ахейской семьи. Его отец, Димитриос Хараламбис (1796—1879), был известным политиком и стал министром финансов в правительстве Димитриоса Валвиса после антимонархистской революции 1862 года.
Анастасиос Хараламбис последовал военной карьере. Окончил Военное училище эвэлпидов в 1884 году в звании младшего лейтенанта артиллерии. Принял участие в странной войне 1897 года.
С 1901 по 1909 год служил при Генеральном штабе.
В 1910 году был послан в Австрию и Францию для продолжения учёбы.
В Балканские войны, в звании подполковника, служил начальником штаба 1-й дивизии на Македонском фронте и, в звании полковника, начальником штаба 6-й дивизии на фронте Эпира.
С 1914 по июль 1918 года, когда он ушёл из армии по собственному желанию и в звании генерал-лейтенанта, Хараламбис служил последовательно начальником штаба 2-го корпуса армии, начальником артиллерии при министерстве обороны, командиром 1-й дивизии, начальником Генерального штаба и командующим 2-го корпуса армии.
С 26 апреля по 14 июня 1917 года возглавил военное министерство в правительстве Заимиса.

## Премьер-министр на один день
После того как правление монархистов привело в 1922 году к поражению экспедиционной армии в Малой Азии и резне и изгнанию коренного населения Ионии,
28 августа/10 сентября 1922 года король Константин распустил правительство Протопападакиса и доверил пост премьер-министра своему комиссару в Константинополе, Триандафиллакосу:357.
Однако последовавшее восстание армии, которое быстро распространилось по всей стране, вынудило правительство Триандафиллакоса 26 сентября подать в отставку. Одновременно король Константин оставил свой трон в пользу своего сына, наследного принца Георга II. Революционный комитет назначил премьер-министром Заимиса.
Хараламбис был отозван в армию и назначен военным министром в правительстве Заимиса. Но Заимис был ещё за границей. В силу этого временным премьер-министром был назначен Крокидас, Сотириос. Но поскольку и Крокидас был вне Афин, революционный комитет назначил премьером на один день генерал-лейтенанта Хараламбиса.

## Последующие годы
Генерал-лейтенант Хараламбис был демобилизован из армии в 1923 году, по возрасту.
Но в 1927 году новое правительство Заимиса вновь призвало его на службу, где он председательствовал в комиссии, которая рассматривала дела гонимых сторонниками Венизелоса офицеров-монархистов.
Анастасиос Хараламбис является автором книг: «Исторические заметки о организации регулярной армии Греции» (соавтор НидерКонстантин, 1904) и «Мемуары» (1947).
Генерал-лейтенант Анастасиос Хараламбис умер в Афинах 11 марта 1949 года.